# Arcte albimixta
Arcte albimixta là một loài bướm đêm trong họ Noctuidae.